# 1. deild Wysp Owczych (1996)
W roku 1996 odbyła się 54. edycja 1. deild (obecnie Effodeildin), czyli pierwszej ligi archipelagu Wysp Owczych w piłce nożnej. Obrońcą tytułu mistrzowskiego był klub GÍ Gøta, który ponownie zajął pierwsze miejsce w tabeli.
W rozgrywkach pierwszoligowych na Wyspach Owczych, podobnie, jak obecnie, w 1996 roku brało udział dziesięć drużyn. W przeszłości stan ten ulegał częstym zmianom, jednak ostatecznie w sezonie 1988 ustanowiono stan obecny, powiększając liczbę drużyn z ośmiu. Możliwość spadku do niższej ligi pojawiła się po raz pierwszy w sezonie 1976, wraz z reformą rozgrywek piłkarskich na archipelagu. Obowiązywała jednak wtedy jeszcze zasada z roku 1995, która mówiła o tym, że relegowana zostaje jedna drużyna z ostatniego miejsca, a klub z miejsca przedostatniego walczył o utrzymanie w barażach. Klubem, który zajął ostatnie miejsce był TB Tvøroyri, baraże rozgrywał FS Vágar i ostatecznie udało mu się utrzymać w pierwszej lidze.
Ponownie mistrzem archipelagu został klub GÍ Gøta, jednak poza tym nastąpiło kilka roszad w ligowej tabeli. Na drugim miejscu pojawił się KÍ Klaksvík, który sezon wcześniej znalazł się na ósmej pozycji. Klub ten zajął pozycję HB Tórshavn, który spadł o jedno miejsce. Na czwartym miejscu, z piątego, znalazł się B36 Tórshavn, a na piątym, z dziewiątego, VB Vágur. Awansowany w tym sezonie ÍF Fuglafjørður zajął szóstą pozycję, natomiast siódmą B68 Toftir, notując spadek aż o cztery miejsca. Ostatnie, bezpieczne miejsce, zajął B71 Sandoy, znajdując się tam z czwartej pozycji w poprzednim sezonie.
Królem strzelców archipelagu, został kilkukrotny reprezentant kraju, gracz KÍ Klaksvík, zdobywca dwudziestu goli, Kurt Mørkøre.
Sezon 1996 jest drugim, w którym przyznaje się po trzy punkty za zwycięstwo. Jeszcze dwa lata wcześniej były to dwa punkty. Zawodnicy zdobyli w sumie 308 bramek, co daje 3,4 gola/mecz.
Kluby z najwyższych pozycji uzyskały prawo gry w rozgrywkach międzynarodowych. GÍ Gøta wystąpił w Lidze Mistrzów UEFA (1997/98), gdzie w dwumeczu uległ kolejno 0:5 i 0:6 szkockiemu Rangers F.C. Był to pierwszy występ któregoś z farerskich klubów w Lidze Mistrzów UEFA. KÍ Klaksvík uzyskał prawo gry w Pucharze UEFA (1997/98), gdzie uległ węgierskiemu Újpest FC kolejno 0:6 i 2:3. Zdobywcami honorowych bramek dla Farerczyków byli: Danielsen i Kurt Mørkøre. B36 Tórshavn grał w grupie 5 Pucharu Intertoto (1997), gdzie przegrał wszystkie mecze, zdobywając jedynie dwa gole. Jako zdobywca Pucharu Wysp Owczych, HB Tórshavn uzyskał prawo do gry w Pucharze Zdobywców Pucharów (1997/98), gdzie zremisował pierwszy mecz z cypryjskim Apoelem Nikozja 1:1 (bramkę strzelił Uni Arge), by przegrać drugi mecz 0:6.

## Uczestnicy
| Uczestnicy 1. deild 1995                                                                                      | Uczestnicy 1. deild 1995 | Uczestnicy 1. deild 1995 | Uczestnicy 1. deild 1995 |
| --- | ------------------------ | ------------------------ | ------------------------ |
| GÍ | GÍ Gøta                  | 1                        |                          |
| HB | HB Tórshavn              | 2                        |                          |
| B68 | B68 Toftir               | 3                        |                          |
| B71 | B71 Sandoy               | 4                        |                          |
| B36 | B36 Tórshavn             | 5                        |                          |
| FSV | FS Vágar                 | 6                        |                          |
| TB | TB Tvøroyri              | 7                        |                          |
| KÍ | KÍ Klaksvík              | 8                        |                          |
| VB | VB Vágur                 | 9                        |                          |
| Awans z 2. deild 1995                                                                                         |                          |                          |                          |
| ÍF | ÍF Fuglafjørður          | 2                        |                          |
| Oznaczenia: - kolumna pierwsza – skróty nazw drużyn, - kolumna trzecia – miejsce zajęte w poprzednim sezonie. |                          |                          |                          |

## Rozgrywki

### Tabela ligowa
| Lp. | Drużyna         | M  | Z  | R | P  | Bramki | Bramki | Różn. | Pkt | Uwagi                                       |
| --- | --------------- | -- | -- | - | -- | ------ | ------ | ----- | --- | ------------------------------------------- |
| 1   | GÍ Gøta (M)     | 18 | 12 | 3 | 3  | 52     | 14     | +38   | 39  | Liga Mistrzów UEFA • I runda kwalifikacyjna |
| 2   | KÍ Klaksvík     | 18 | 11 | 6 | 1  | 47     | 16     | +31   | 39  | Puchar UEFA • I runda kwalifikacyjna        |
| 3   | HB Tórshavn     | 18 | 10 | 2 | 6  | 47     | 29     | +18   | 32  | Puchar Zdobywców Pucharów • 1/32 finału1    |
| 4   | B36 Tórshavn    | 18 | 9  | 5 | 4  | 34     | 21     | +13   | 32  | Puchar Intertoto • I runda                  |
| 5   | VB Vágur        | 18 | 7  | 3 | 8  | 19     | 25     | −6    | 24  |                                             |
| 6   | ÍF Fuglafjørður | 18 | 6  | 5 | 7  | 26     | 32     | −6    | 23  |                                             |
| 7   | B68 Toftir      | 18 | 5  | 3 | 10 | 23     | 34     | −11   | 18  |                                             |
| 8   | B71 Sandoy      | 18 | 4  | 6 | 8  | 20     | 40     | −20   | 18  |                                             |
| 9   | FS Vágar        | 18 | 4  | 1 | 13 | 20     | 47     | −27   | 13  | Baraże o 1. deild                           |
| 10  | TB Tvøroyri (S) | 18 | 3  | 4 | 11 | 21     | 51     | −30   | 13  | Spadek do 2. deild                          |

### Wyniki
| Gospodarz \ Gość | B36 | B68 | B71 | FSV | GÍ  | HB  | ÍF  | KÍ  | TB  | VB  |
| B36 Tórshavn     |     | 4:3 | 2:2 | 5:1 | 0:0 | 2:0 | 4:0 | 1:1 | 3:1 | 2:1 |
| B68 Toftir       | 1:0 |     | 1:3 | 2:1 | 0:3 | 3:4 | 1:1 | 0:4 | 1:2 | 3:1 |
| B71 Sandoy       | 1:0 | 4:2 |     | 2:1 | 1:9 | 0:2 | 1:3 | 0:6 | 0:0 | 1:1 |
| FS Vágar         | 1:2 | 0:1 | 1:1 |     | 1:3 | 1:0 | 2:1 | 1:3 | 5:1 | 2:0 |
| GÍ Gøta          | 3:0 | 2:1 | 1:1 | 7:0 |     | 5:1 | 4:1 | 1:2 | 3:0 | 1:0 |
| HB Tórshavn      | 3:1 | 0:0 | 4:2 | 4:1 | 3:2 |     | 5:0 | 3:3 | 7:1 | 1:2 |
| ÍF Fuglafjørður  | 1:1 | 2:1 | 1:0 | 6:0 | 1:1 | 2:0 |     | 1:2 | 2:2 | 0:0 |
| KÍ Klaksvík      | 1:1 | 1:1 | 4:0 | 4:0 | 1:0 | 0:1 | 5:1 |     | 5:2 | 2:2 |
| TB Tvøroyri      | 0:3 | 0:2 | 1:1 | 3:1 | 0:3 | 2:9 | 1:2 | 1:1 |     | 3:2 |
| VB Vágur         | 1:3 | 2:0 | 1:0 | 2:0 | 0:4 | 1:0 | 2:1 | 0:2 | 1:0 |     |

Źródło: RSSSF.com
Objaśnienia:
1Drużyna gospodarzy jest wymieniona po lewej stronie tabeli.
Kolory: zielony – zwycięstwo gospodarzy, żółty – remis, różowy – zwycięstwo gości.

### Baraże o 1. deild
| Drużyna 1                            | Wynik dwumeczu | Drużyna 2   | Pierwszy mecz | Drugi mecz |
| ------------------------------------ | -------------- | ----------- | ------------- | ---------- |
| FS Vágar                             | 12:4           | EB/Streymur | 7:2           | 5:2        |
| Po lewej gospodarz pierwszego meczu. |                |             |               |            |

| 27 października 1996 | FS Vágar | 7:2   | EB/Streymur                          |                                                            |
|                      | Høgni Warberg 3', 39' · Valbjørn Ole-Jacobsen 30' · Emil Hentze 43' · Johnny Joensen 58' · ? 80' (sam.) · Torkil Nielsen 85' | (4:1) | 11' Thomas Joensen · 75' Ingi Hansen | Valloyran, Sandavágur Sędzia: Tummas Pauli Olsen (GÍ Gøta) |
|                      | 59' Brian Kristensen | (4:1) |                                      | Valloyran, Sandavágur Sędzia: Tummas Pauli Olsen (GÍ Gøta) |

| 2 listopada 1996                        | EB/Streymur                           | 2:5   | FS Vágar |                                                     |
|                                         | Brian Jensen 18' · Thomas Joensen 63' | (1:3) | 14' Erik Hølck Heinesen · 21' Torkil Nielsen · 42' Jens Erik Rasmussen · 76' John Johansen · 83' Emil Hentze | Á Mølini, Eiði Sędzia: Birgir Sondum (B36 Tórshavn) |
| Thomas Joensen 55' · Høgni Djurhuus 89' | 89' John Johansen                     | (1:3) | | Á Mølini, Eiði Sędzia: Birgir Sondum (B36 Tórshavn) |

FS Vágar w wyniku meczów barażowych pozostał w pierwszej lidze.

## Sędziowie
Następujący arbitrzy sędziowali poszczególne mecze 1. deild 1996:
| Lp. | Sędzia             | Mecze |
| --- | ------------------ | ----- |
| 1.  | Oddmar Andreasen   | 11    |
| 2.  | Jóhan Carl Dam     | 3     |
| 3.  | Kim Ejdesgaard     | 14    |
| 4.  | Lassin Isaksen     | 11    |
| 5.  | Sune Johansen      | 10    |
| 6.  | Niklas á Líðarenda | 15    |
| 7.  | Jónfinn Olsen      | 7     |
| 8.  | Tummas Pauli Olsen | 3     |
| 9.  | Andreas Poulsen    | 4     |
| 11. | Birgir Sondum      | 14    |

## Statystyki
- Podczas 18 kolejek Formuladeildin 1996 (90 meczów) piłkarze zdobyli 308 bramek (średnio: ok. 3,4/mecz, 17,1/kolejkę).

- Najwięcej goli padło w meczach drużyny HB Tórshavn – 75 (ok. 4,2/mecz).
- Najmniej goli padło w meczach drużyny VB Vágur – 44 (ok. 2,4/mecz).
- Kolejka, w której padło najwięcej bramek to kolejka 16., kiedy widzowie ujrzeli 23 gole.
- Kolejka, w której padło najmniej bramek, to kolejka 18., kiedy widzowie ujrzeli 10 goli.
- Największa liczba goli (11) padła w meczu 16. kolejki, kiedy TB Tvøroyri przegrało z HB Tórshavn 2:9.
- Najmniejsza liczba goli (0) padła w 4 spotkaniach (ok. 4,4% z całości bramek).
- Największa różnicą bramek (8) zakończyło się spotkanie 6. kolejki B71 Sandoy-GÍ Gøta (1:9), było to też najwyższe zwycięstwo na wyjeździe w tych rozgrywkach.
- Najwyższe zwycięstwo na własnym stadionie odnotował klub GÍ Gøta, który w 10. kolejce pokonał FS Vágar 7-0.

### Najlepsi strzelcy
| Bramki | Strzelcy                | Drużyna       |
| ------ | ----------------------- | ------------- |
| 20     | Kurt Mørkøre            | KÍ Klaksvík   |
| 16     | Uni Arge                | HB Tórshavn   |
| 15     | John Petersen           | GÍ Gøta       |
| 10     | Símun Petur Justinussen | GÍ Gøta       |
| 9      | Velibour Kupunović      | VB Vágur      |
| 9      | Gunnar Nielsen          | B36 Tórshavn  |
| 7      | Eli Hentze              | B71 Sandoy    |
| 7      | Henning Jarnskor        | GÍ Gøta       |
| 7      | Rúni Nolsøe             | HB Tórshavn   |
| 6      | 6 zawodników            | 6 zawodników  |
| 5      | 5 zawodników            | 5 zawodników  |
| 4      | 7 zawodników            | 7 zawodników  |
| 3      | 10 zawodników           | 10 zawodników |
| 2      | 30 zawodników           | 30 zawodników |
| 1      | 40 zawodników           | 40 zawodników |
| sam.   | 4 zawodników            | 4 zawodników  |
| 2 sam. | 1 zawodnik              | 1 zawodnik    |